# Polychrysia napelli
Polychrysia napelli là một loài bướm đêm trong họ Noctuidae.